# Strigula stigmatella
Strigula stigmatella är en lavart som först beskrevs av Erik Acharius, och fick sitt nu gällande namn av R. C. Harris. Strigula stigmatella ingår i släktet Strigula och familjen Strigulaceae.  Arten är reproducerande i Sverige. Inga underarter finns listade i Catalogue of Life.